# Peugeot Typ 105

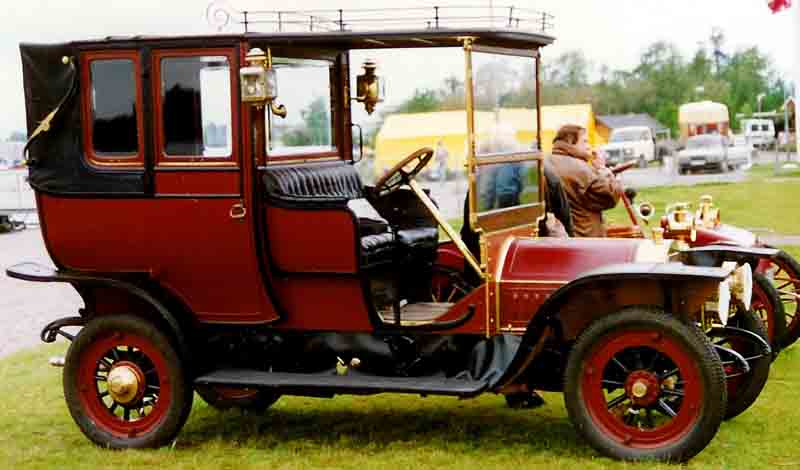
Peugeot Typ 105

Der Peugeot Typ 105 ist ein frühes Automodell des französischen Automobilherstellers Peugeot, von dem von 1908 bis 1909 im Werk Lille 23 Exemplare produziert wurden.
Die Fahrzeuge besaßen einen Sechszylinder-Viertaktmotor, der vorne angeordnet war und über Kette die Hinterräder antrieb. Der Motor leistete aus 11.150 cm³ Hubraum 60 PS.
Es gab die Modelle 105 A und 105 B. Bei einem Radstand von 345,3 cm beim Modell 105 A bzw. 370 cm beim Modell 105 B betrug die Spurbreite 150 cm. Die Karosserieformen Landaulet und Doppelphaeton boten Platz für vier bis fünf Personen, der Sportwagen für zwei Personen.